# (171365) 2006 LS1
(171365) 2006 LS1 es un asteroide perteneciente al cinturón de asteroides, descubierto el 5 de junio de 2006 por el equipo del Lincoln Near-Earth Asteroid Research desde el Laboratorio Lincoln, Socorro, Nuevo México.

## Designación y nombre
Designado provisionalmente como 2006 LS1.

## Características orbitales
2006 LS1 está situado a una distancia media del Sol de 2,285 ua, pudiendo alejarse hasta 2,620 ua y acercarse hasta 1,949 ua. Su excentricidad es 0,147 y la inclinación orbital 3,275 grados. Emplea 1261,21 días en completar una órbita alrededor del Sol.

## Características físicas
La magnitud absoluta de 2006 LS1 es 17,09. Tiene 2,199 km de diámetro y su albedo se estima en 0,058.